# Lilltjärnen (Ramsele socken, Ångermanland, 706340-151355)
Lilltjärnen är en sjö i Sollefteå kommun i Ångermanland och ingår i Ångermanälvens huvudavrinningsområde.